# Brestovik
Brestovik (izvirno srbsko Брестовик) je naselje v Srbiji, ki upravno spada pod Mestno občino Grocka; slednja pa je del Mesta Beograd.

## Demografija
V naselju, katerega izvirno (srbsko-cirilično) ime je Брестовик, živi 875 polnoletnih prebivalcev, pri čemer je njihova povprečna starost 42,2 let (42,1 pri moških in 42,4 pri ženskah). Naselje ima 313 gospodinjstev, pri čemer je povprečno število članov na gospodinjstvo 3,43.
To naselje je v glavnem srbsko (glede na popis iz leta 2002).
|  |

| Demografija | Demografija     | Demografija     |
| Leto        | Št. prebivalcev | Št. prebivalcev |
| ----------- | --------------- | --------------- |
|             |                 |                 |
|             |                 |                 |
|             |                 |                 |
|             |                 |                 |
| 1948        | 1043            |                 |
| 1953        | 1038            |                 |
| 1961        | 1047            |                 |
| 1971        | 1050            |                 |
| 1981        | 1038            |                 |
| 1991        | 1129            | 1095            |
| 2002        | 1113            | 1076            |
|             |                 |                 |

| Etnična sestava po popisu iz leta 2002 | Etnična sestava po popisu iz leta 2002 | Etnična sestava po popisu iz leta 2002 | Etnična sestava po popisu iz leta 2002 | Etnična sestava po popisu iz leta 2002 |
| -------------------------------------- | -------------------------------------- | -------------------------------------- | -------------------------------------- | -------------------------------------- |
| Srbi                                   | Srbi                                   |                                        | 1.052                                  | 97,76%                                 |
| Črnogorci                              | Črnogorci                              |                                        | 3                                      | 0,27%                                  |
| Hrvati                                 | Hrvati                                 |                                        | 2                                      | 0,18%                                  |
| Makedonci                              | Makedonci                              |                                        | 2                                      | 0,18%                                  |
| Romuni                                 | Romuni                                 |                                        | 1                                      | 0,09%                                  |
| Madžari                                | Madžari                                |                                        | 1                                      | 0,09%                                  |
| Bolgari                                | Bolgari                                |                                        | 1                                      | 0,09%                                  |
| Bošnjaki                               | Bošnjaki                               |                                        | 1                                      | 0,09%                                  |
| Neznano                                | Neznano                                |                                        | 1                                      | 0,09%                                  |